# Gomaringen
Gomaringen – miejscowość i gmina w Niemczech, w kraju związkowym Badenia-Wirtembergia, w rejencji Tybinga, w regionie Neckar-Alb, w powiecie Tybinga, siedziba związku gmin Steinlach-Wiesaz. Leży w Jurze Szwabskiej, ok. 10 km na południe od Tybingi, przy autostradzie A81.